# Tau4 Serpentis
Título a ser usado para criar uma ligação interna é Tau4 Serpentis.
Tau4 Serpentis (17 Serpentis) é uma estrela na direção da constelação de Serpens. Possui uma ascensão reta de 15h 36m 28.19s e uma declinação de +15° 06′ 05.0″. Sua magnitude aparente é igual a 6.51. Considerando sua distância de 520 anos-luz em relação à Terra, sua magnitude absoluta é igual a 0.50. Pertence à classe espectral M5II-III. É uma estrela variável semirregular.